# Kateryna Zubkova
Kateryna Mychajlivna Zubkova (in ucraino Катерина Михайлівна Зубкова?; Charkiv, 14 luglio 1988) è una nuotatrice ucraina.
Specializzata nel dorso ha partecipato alle Olimpiadi di Atene 2004.

## Palmarès
- Mondiali in vasca corta

Manchester 2008: argento nei 100m dorso e bronzo nei 50m dorso.
- Europei in vasca corta

Vienna 2004: oro nei 100m dorso e argento nei 50m dorso.
Fiume 2008: argento nei 50m dorso e nei 100m dorso.
- Universiadi

Bangkok 2007: argento nei 100m dorso.
- Europei giovanili

Glasgow 2003: argento nei 50m dorso.